# Proton Iriz R5
Proton Iriz R5 — раллийная версия модели Proton Iriz группы R5, созданная британской специализированной компанией Mellors Elliot Motorsport (MEM) совместно и для нужд заводского коллектива Proton Motorsport, автоспортивного подразделения малайзийской компании Proton Edar Sdr Holding. Выпускается мелкосерийно с 2017 года. В 2022 году на базе модели британские компании Tony Bardy Motorsport (TBM) и Mellors Elliot Motorsport (MEM), в сотрудничестве с Proton Motorsport, создали ралли-кроссовую версию Proton Iriz RX топового класса RX1, изначально для участия в чемпионате Европы по ралли-кроссу, первые старты в Euro RX состоялись в сезоне 2022 года.

## Описание
Впервые автомобиль был представлен в 2017 году. Представляет собой спортивный вариант Proton Iriz, с усиленным кузовом, подвеской, вваренным каркасом безопасности, встроенными системами пожаротушения и другими изменениями, свойственными для машин, специально созданных для участия в автогонках. В тестовой доводке раллийного автомобиля принимал участие двукратный чемпион мира Маркус Гронхольм.

## Спортивные результаты
Автомобиль Proton Iriz R5 принимал участие в нескольких десятках раллийных соревнований с 2017 года. В относительно престижных турнирах, включая этапы чемпионатов Европы, Великобритании, Ирландии, успехов достичь не удалось. В то же время было одержано несколько побед в малозначительных раллийных соревнованиях.
Первые старты в чемпионате Европы по ралли-кроссу состоялись в 2022 году. Ирландец Олли О'Донован вывел Proton Iriz RX на старт первых двух этапов (из шести запланированных), но оба раза не смог пройти в полуфинальную дюжину пилотов, закончив квалификационную часть этапов на 15-х местах.